# أير لينغس

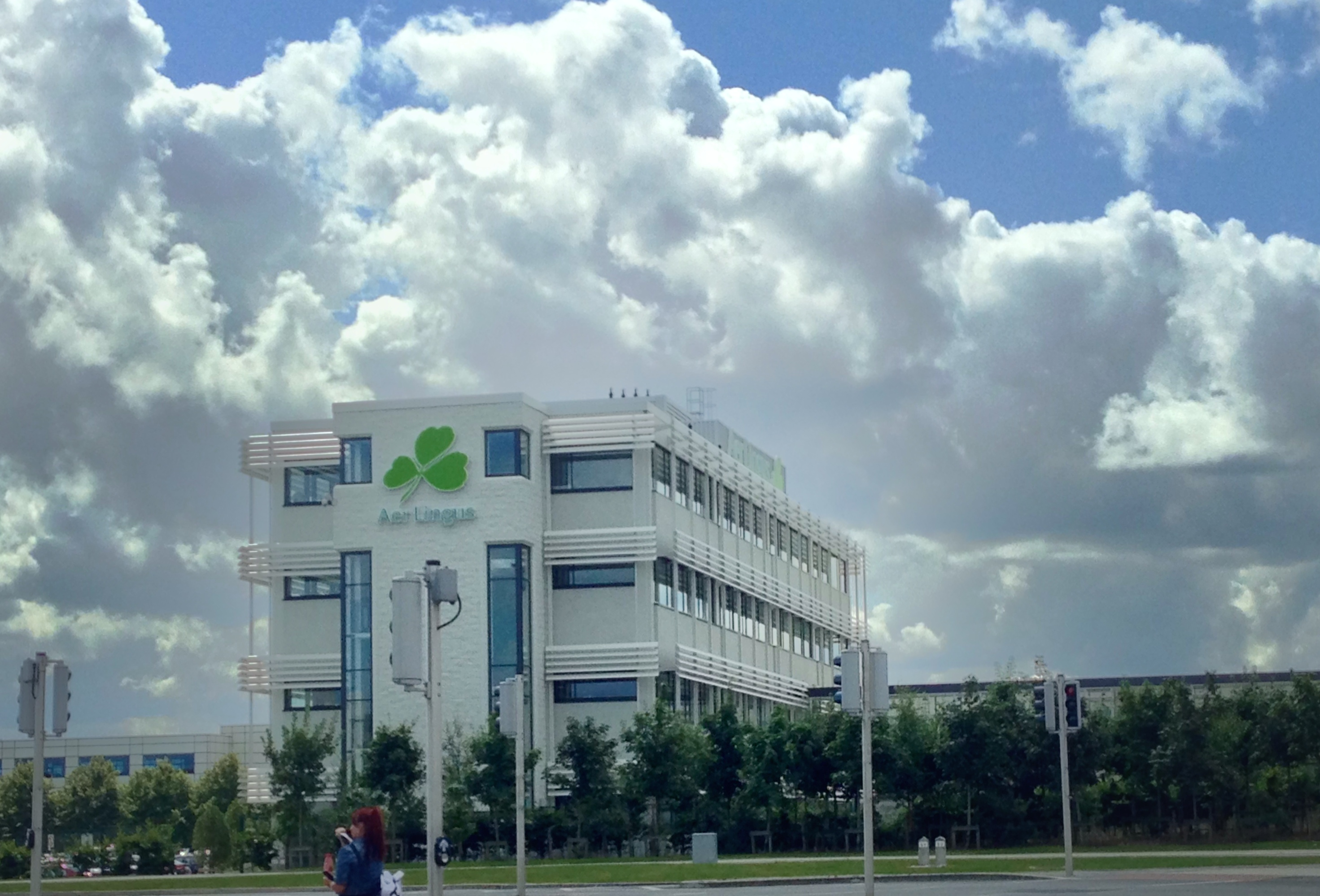
المقر الرئيسي للشركة في دبلن

إير لينغس (بالأيرلندية: Aer Lingus) هي شركة الطيران الوطنية لجمهورية أيرلندا، تتخذ من مطار دبلن الدولي مركزاً لعملياتها، ويقغ المقر الرئيسي للشركة في العاصمة الأيرلندية دبلن، يبلغ عدد أسطول طائراتها ما يقارب 45 طائرة من مختلف الطرازات، وتقدم الشركة خدماتها لأكثر من 69 وجهة في العالم.

## شؤون الشركة

### الملكية
أدرجت إير لينغس في بورصتي الأوراق المالية الأيرلندية ولندن، تحت مؤشر EIL1 في البورصة الأيرلندية وشريط AERL في بورصة لندن. ولكن شطبت في 17 سبتمبر 2015 بعد أن استحوذت عليها مجموعة الخطوط الجوية الدولية. المساهمين (اعتبارًا من 2 سبتمبر 2015) هم:
| المستثمر                     | الأسهم      | النسبة  |
| ---------------------------- | ----------- | ------- |
| مجموعة الخطوط الجوية الدولية |             | 98.05%  |
| مستثمرون آخرون               |             | 1.95%   |
| المجموع                      | 534,040,090 | 100.00% |

### اتجاهات الأعمال
بعد استحواذ مجموعة الخطوط الجوية الدولية عليها في 18 أغسطس 2015، لم تعد تُنشر تقارير سنوية منفصلة للشركة، ولكن يتم عرض بعض البيانات بشكل منفصل في تقرير مجموعة الخطوط الجوية الدولية السنوي. الاتجاهات الرئيسية المتاحة للشركة خلال السنوات الأخيرة موضحة أدناه (كما في السنة المنتهية في 31 ديسمبر):
|                                | 2007  | 2008   | 2009   | 2010  | 2011  | 2012                     | 2013   | 2014   | 2015   | 2016   | 2017          | 2018          |
| ------------------------------ | ----- | ------ | ------ | ----- | ----- | ------------------------ | ------ | ------ | ------ | ------ | ------------- | ------------- |
| حجم الأعمال (مليون يورو)       | 1,284 | 1,357  | 1,205  | 1,215 | 1,288 | 1,393                    | 1,425  | 1,557  | 1,718  | 1,766  | 1,859         | 2,020         |
| الربح قبل الضريبة (مليون يورو) | 124.8 | -95.9  | -154.8 | -31.0 | 37.2  | 40.4                     | 39.6   | -111.5 | 135    | 226    |               |               |
| صافي الربح (مليون يورو)        | 105.3 | -107.8 | -130.1 | 43.0  | 71.2  | 33.9                     | 34.1   | -95.8  | 118    | 205    |               |               |
| عدد الموظفين                   |       |        |        |       | 3,491 | 3,566                    | 3,615  | 3,766  |        |        |               |               |
| عدد الركاب (مليون)             | 9.3   | 10.0   | 10.4   | 9.3   | 9.5   | 9.7                      | 9.6    | 9.8    | 10.1   | 10.4   | 10.9          | 13.1          |
| عدد الطائرات (في نهاية العام)  |       |        |        |       | 43    | 44                       | 47     | 50     | 46     | 47     | 52            | 56            |
| المصادر                        |       |        |        |       | [ 6 ] | [ 7 ] [ 8 ] [ 9 ] [ 10 ] | [ 11 ] | [ 12 ] | [ 13 ] | [ 14 ] | [ 15 ] [ 16 ] | [ 17 ] [ 18 ] |

## الوجهات
اعتبارًا من يناير 2023، تطير الخطوط الجوية لينغس إلى 93 وجهة في جميع أنحاء آسيا وأوروبا وأمريكا الشمالية؛ بما في ذلك وجهات في النمسا وبلجيكا وكندا وكرواتيا وفرنسا وألمانيا واليونان وأيرلندا وإيطاليا وهولندا وبولندا والبرتغال وإسبانيا وسويسرا وتركيا والمملكة المتحدة والولايات المتحدة.
| المطار                     | رمز مطار اتحاد النقل الجوي الدولي | الوجهات |
| -------------------------- | --------------------------------- | ------- |
| مطار دبلن الدولي           | DUB                               | 84      |
| مطار مدينة جورج بست بلفاست | BHD                               | 9       |
| Cork                       | ORK                               | 9       |
| مطار مانشستر               | MAN                               | 5       |
| مطار لندن هيثرو            | LHR                               | 4       |
| Shannon                    | SNN                               | 3       |

أُعلن في أكتوبر 2022 أن عمليات إير لينغس بين مدينة بلفاست ولندن هيثرو ستنقل إلى إير لينغس المملكة المتحدة بسبب المتطلبات المتعلقة بخروج بريطانيا من الاتحاد الأوروبي التي لم يعد فيها بإمكان الناقل الأوروبي الطيران على مسارات داخل المملكة المتحدة.

### اتفاقية الرمز المشترك
لدى أير لينغس اتفاقية الرمز المشترك مع الشركات التالية:
- طيران كندا
- خطوط آلاسكا الجوية[23]
- الخطوط الجوية الأمريكية
- الخطوط الجوية البريطانية
- أيبيريا (شركة طيران)
- خطوط جيت بلو الجوية
- الخطوط الجوية المتحدة
- خطوط فيولينغ الجوية

## الأسطول
سميت طائرات اير لينجوس على اسم القديسين الكاثوليك.

### الأسطول الحالي
اعتبارًا من ديسمبر 2022، تشغل إير لينجوس (باستثناء الشركات التابعة لها إير لينجوس الإقليمية وإير لينجوس المملكة المتحدة) أسطولًا من طائرات إيرباص بالكامل، يتألف من الطائرات التالية:
| الطائرة                  | في الخدمة | مطلوبة | الركاب       | الركاب     | الركاب     | ملاحظات                                               |
| الطائرة                  | في الخدمة | مطلوبة | رجال الأعمال | السياحية   | المجموع    | ملاحظات                                               |
| ------------------------ | --------- | ------ | ------------ | ---------- | ---------- | ----------------------------------------------------- |
| إيرباص إيه 320-200       | 31        | —      | —            | 174        | 174        | [ 26 ]                                                |
| إيرباص إيه 320 نيو       | 2         | 6      | —            | 186        | 186        | أربع طائرات جديدة من إيرباص. أربعة تسأجرها سمارتافيا. |
| إيرباص إيه 321 إل أر     | 7         | —      | 16           | 168        | 184        |                                                       |
| إيرباص إيه 321 إكس إل أر | —         | 6      | يعلن لاحقا   | يعلن لاحقا | يعلن لاحقا | موعد التسليم في عام 2024.                             |
| إيرباص إيه 330-200       | 3         | —      |              |            |            |                                                       |
| إيرباص إيه 330-200       | 3         | —      | 24           | 236        | 260        | اثنان مخزنة. تعود للخدمة في عام 2023.                 |
| إيرباص إيه 330-200       | 3         | —      | 23           | 243        | 266        | اثنان مخزنة. تعود للخدمة في عام 2023.                 |
| إيرباص إيه 330-200       | 3         | —      | 23           | 248        | 271        | اثنان مخزنة. تعود للخدمة في عام 2023.                 |
| إيرباص إيه 330-300       | 10        | —      | 30           | 275        | 305        |                                                       |
| إيرباص إيه 330-300       | 10        | —      | 30           | 283        | 313        |                                                       |
| إيرباص إيه 330-300       | 10        | —      | 30           | 287        | 317        |                                                       |
| المجموع                  | 53        | 12     |              |            |            |                                                       |

### تطوير الأسطول
أعلنت شركة أير لينغس عن نيتها الانتهاء من طلب شراء ثماني طائرات إيرباص إيه 321 إل أر في يناير 2017 لتطوير مسارات عبر المحيط الأطلسي التي تشغيلها بطائرات إيرباص إيه 330 غير مربح. اعتبارًا من نوفمبر 2018، طلبت شركة الطيران أربعة عشر طائرة من طراز إيه 321 إل أر إس. وافقت مجموعة الخطوط الجوية الدولية في معرض باريس الجوي لعام 2019، على شراء 14 طائرة من طراز إيرباص إيه 321 إكس إل أر تسلم 8 منها للتسليم إلى أيبيريا و6 إلى أير لينغس. سيتم تسليم أول طائرة في عام 2023 لتحل محل طائرة بوينغ 757-200.

### الأسطول التاريخي

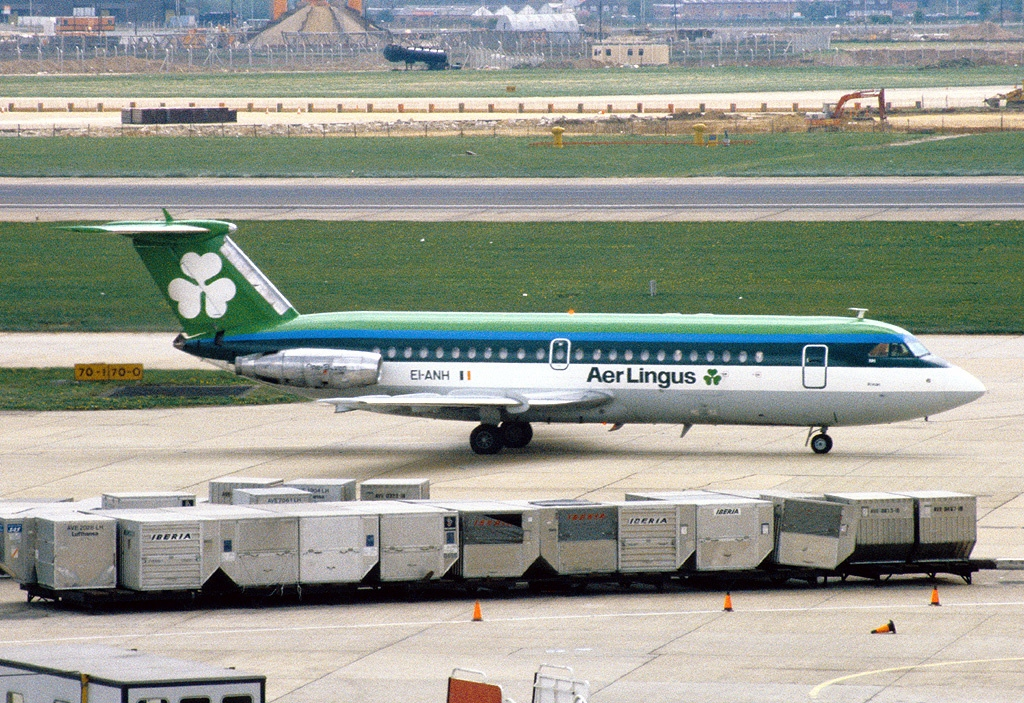
طائرة باك 1-11 في 1982

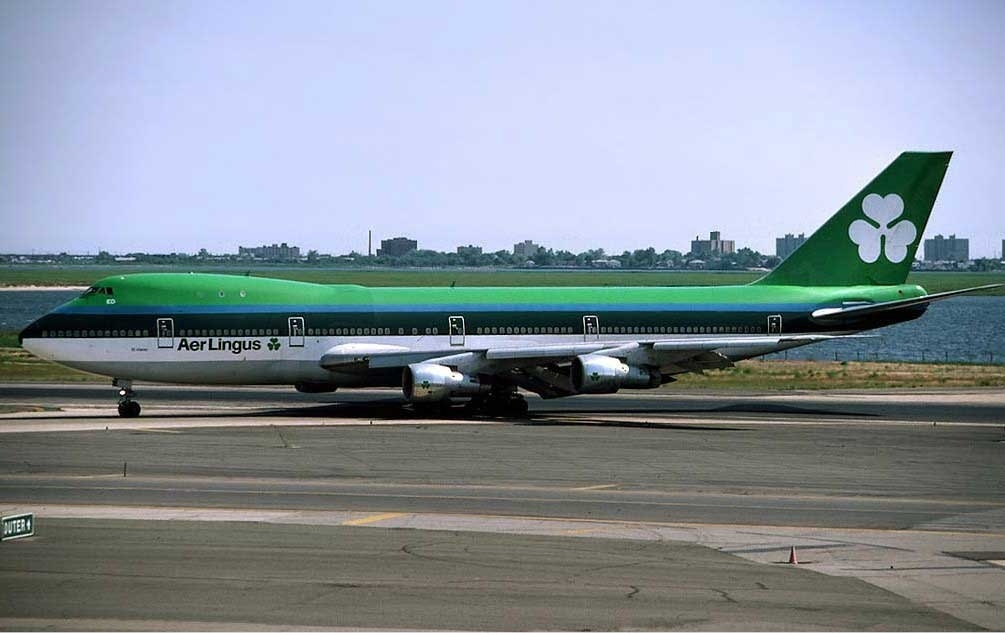
طائرة 747-100 في 1980

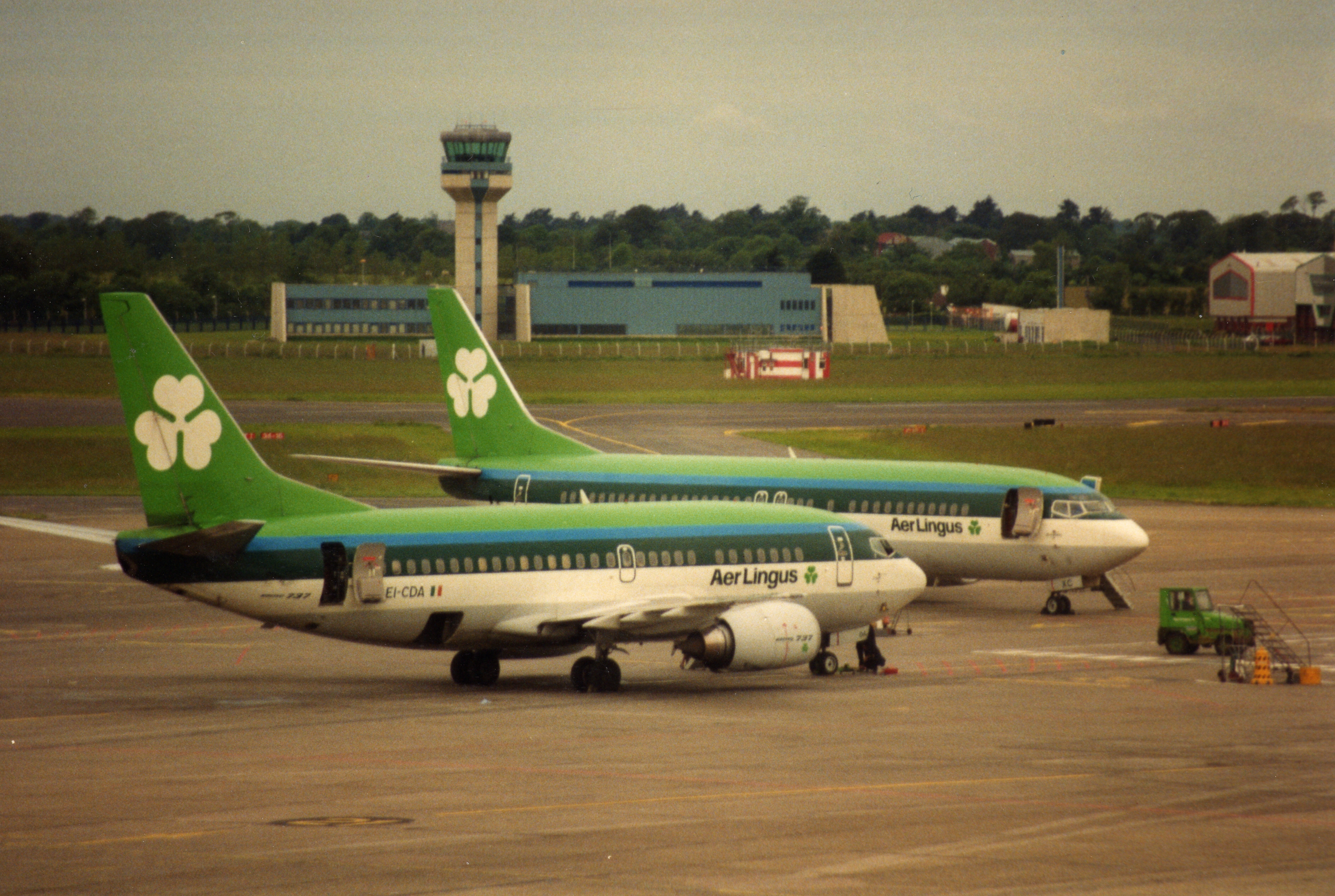
طائرة بوينغ 737 في 1993

| الطائرة                       | أدخلت             | سحبت              | ملاحظات                                           |
| أسطول عبر الأطلسي             | أسطول عبر الأطلسي | أسطول عبر الأطلسي | أسطول عبر الأطلسي                                 |
| ----------------------------- | ----------------- | ----------------- | ------------------------------------------------- |
| بوينغ 707                     | 1964              | 1986              |                                                   |
| بوينغ 720                     | 1960              | 1971              |                                                   |
| بوينغ 747                     | 1976              | 1995              |                                                   |
| بوينغ 757                     | 2015              | 2020              | مستأجرة من ASL Airlines Ireland                   |
| بوينغ 767-200 إل أر           | 2016              | 2016              | مستأجرة من Omni Air International                 |
| بوينغ 767-300 إل أر           | 1991              | 1994              |                                                   |
| دوغلاس دي سي-8-63             | 1990              | 1990              | مستأجرة من أرو إير                                |
| دوغلاس دي سي-8-73             | 1990              | 1990              | مستأجرة من Aer Turas                              |
| لوكهيد إل-749 كونستليشن       | 1948              | غير معروف         |                                                   |
| لوكهيد إل-1049 سوبر كونستليشن | 1958              | 1960              |                                                   |
| لوكهيد إل-1011 تراي ستار      | 1989              | 1997              | مستأجرة من American Trans Air وCaledonian Airways |
| ماكدونل دوغلاس أم دي-11       | 1998              | 1998              | مستأجرة من خطوط العالم الجوية                     |
| ماكدونل دوغلاس أم دي-11       | 2001              | 2001              | مستأجرة من خطوط العالم الجوية                     |
| الأسطول الأوروبي              |                   |                   |                                                   |
| إيرباص إيه 319                | 2011              | 2016              |                                                   |
| إيرباص إيه 321                | 1998              | 2022              |                                                   |
| ايرسبيد كونصل                 | 1948              | 1950              |                                                   |
| Aviation Traders Carvair      | 1963              | 1968              |                                                   |
| باك 1-11                      | 1965              | 1990              |                                                   |
| بريتش ايروسبيس 146-300        | 1995              | 2006              |                                                   |
| بريتش ايروسبيس 146            | 2018              | 2020              | تديرها CityJet                                    |
| بوينغ 737-200                 | 1969              | 1992              | مستأجرة من خطوط كل اليابان الجوية                 |
| بوينغ 737-300                 | 1987              | 1993              |                                                   |
| بوينغ 737-400                 | 1989              | 2005              |                                                   |
| بوينغ 737-500                 | 1990              | 2005              |                                                   |
| بريستول 170                   | 1952              | غير معروف         |                                                   |
| دي هافيلاند دراغون            | 1936              | 1938              |                                                   |
| de Havilland DH.86 Express ‏   | 1936              | 1946              |                                                   |
| دي هافيلاند دراغون رابيد      | 1938              | 1940              |                                                   |
| دوغلاس دي سي-3                | 1940              | 1964              |                                                   |
| فوكر إف27 فريند شيب           | 1958              | 1966              |                                                   |
| فوكر 50                       | 1989              | 2001              |                                                   |
| لوكهيد موديل 14 سوبر الكترا   | 1939              | 1940              |                                                   |
| ساب 340                       | 1991              | 1995              |                                                   |
| شورت 330                      | 1983              | غير معروف         |                                                   |
| شورت 360                      | 1984              | 1991              |                                                   |
| فيكرز في سي 1 فايكنغ          | 1947              | غير معروف         |                                                   |
| فيكرز فيسكونت 700             | 1954              | 1960              |                                                   |
| فيكرز فيسكونت 800             | 1957              | 1973              |                                                   |

### الكسوة
كشفت شركة أير لينغس في 17 يناير 2019 النقاب عن كسوة جديدة. تتضمن العلامة التجارية التي حدثت نظام ألوان جديد. كان من المتوقع أن تتطلى جميع الطائرات الطلاء الجديد بحلول نهاية عام 2021.

## وصلات خارجية
- الموقع الرسمي للشركة (بالإنجليزية)
- تفاصيل أسطول أير لينغس (بالإنجليزية)